# Rosarigasinos
 Rosarigasinos es una película de Argentina filmada en colores dirigida por Rodrigo Grande sobre su propio guion que se estrenó el 21 de junio de 2001 y que tuvo como actores principales a Federico Luppi, Ulises Dumont y María José Demare.
Fue filmada en la ciudad de Rosario, Argentina y tuvo el título alternativo de Presos del olvido. Contemporáneamente al estreno del filme se publicó su guion y un manual sobre el “rosarigasino”, una jerga inventada por tres cómicos en la década de 1920 de la que derivó el título del filme.

## Sinopsis
Tras pasar 30 años presos en la cárcel de Rosario, dos hombres buscan la valija llena de dinero que habían escondido, pero las cosas no son como esperaban.

## Reparto
Los intérpretes del filme fueron:
- Federico Luppi	...	Alberto "Tito" Saravia
- Ulises Dumont...	Castor
- María José Demare	...	Morocha
- Francisco Puente	...	Gordo
- Gustavo Luppi	...	Alberto (joven)
- Enrique Dumont	...	Castor (joven)
- Jimena La Torre	...	Morocha (joven)
- Claudio Rissi	...	Policía Sindiente
- Emilio Bardi	...	Policía Benítez
- César Bordón	...	Policía Zalaberry
- Atilio Pozzobón	...	Comisario
- Saúl Jarlip	...	Ramoncito Fernández
- Tito Gómez 	...	Barba, dueño del bar
- Liliana Gioa	...	Puta del bar
- David Ratner	...	Viejo canchita
- Gabriel Lo Bianco	...	Gordo (joven)
- Jorge Prado	...	Amante de la Morocha
- Roberto Suárez	...	Viejito puerto
- María Zulema Amadei	...	Mujer sordomudo
- Alfredo Anémola	...	Mozo bar
- Héctor Ansaldi	...	El Ariel
- Maximiliano Aydar	...	Montenegro
- Diego Montenegro	...	Frugoni
- Alberto Ruiz 	...	Chofer blindado
- Enrique Maini	...	Andriani

## Premios y nominaciones
Asociación de Cronistas Cinematográficos de la Argentina, Premios 2002
- Ruy Folguera, ganador del Premio Cóndor de Plata a la Mejor Música.
- Ulises Dumont, nominado al Premio Cóndor de Plata al Mejor Actor.
- Federico Luppi, nominado al Premio Cóndor de Plata al Mejor Actor.
- María José Demare,  nominada al Premio Cóndor de Plata a la Mejor Actriz de Reparto.
- Francisco Puente, nominado al Premio Cóndor de Plata a la Mejor
- Rodrigo Grande, nominado al Premio Cóndor de Plata Mejor Guion Original.

Festival del Cine Latino de Huelva, Premios 2001
- Mención Especial en el Premio de la Crítica
- Premio de la Radio Exterior de España a la Mejor Película.
- Ulises Dumont ganador del Premio Colón de Plata al Mejor Actor.
- Rodrigo Grande, ganador del Premio Especial del Jurado

Festival del Cine Latino de Lérida, Premios 2002
- Rodrigo Grande, ganador del Premio a la Mejor Primera Película.

Festival Internacional de Cine Latino de Los Angeles, Premios 2002
Los Angeles Latino International Film Festival 2002
- Rodrigo Grande, ganador del Premio del Jurado a la Mejor Primera Película.

Festival Internacional de Cine de Mar del Plata, Premios 2001
- Ruy Folguera, ganador de la Mención Especial del Jurado de la Asociación Músicos de Cine (AMUCI)
- Federico Luppi y Ulises Dumont, nominados al Premio al Mejor Actor
- Rodrigo Grande, nominado al Premio a la Mejor Película en la Competencia Internacional.

## Comentarios
Diego Batlle en La Nación opinó:

«…el apadrinamiento de dos productores de lujo como José Martínez Suárez y Adolfo Aristaín hacían esperar algo más que la digna y correcta película que al final se vio.»

Fernando M. Peña en el sitio web Filmonline.com.ar dijo:

«Más cerca de la propuesta de Nueve Reinas que de la de Mundo Grúa, por nombrar dos referentes distintos del nuevo cine argentino, este primer largometraje de Rodrigo Grande se apunta en la mejor tradición del policial negro argentino, que siempre tuvo un tono algo tanguero. Grande, como Bielinsky, no trata de romper con el modo clásico de contar historias sino que procura hacer bien lo que tantas veces se hizo mal…Y como Bielinsky, lo consigue a fuerza de respeto por los espectadores y los antecedentes, y rigor para contar su historia de manera sencilla y clara.»

Manrupe y Portela escriben:

«Por una vez, una película tanguera fuera de Buenos Aires. En la ópera prima de Grande hay mucho de Martínez Suárez: la lealtad, una de esas mujeres de fierro (hasta ahí), una utopía (Acapulco) y una llamativa degradación física de los protagonistas que podría interpretarse como una muestra de la ferocidad del tiempo. Buenas actuaciones y un aprovechamiento del formato panorámico, algunos buenos momentos y otros demasiado previsibles.»